# هارش چاهایا
هارش چاهایا (به انگلیسی: Harsh Chhaya) بازیگر هندی است.
از فیلم‌هایی که وی در آن نقش داشته است می‌توان به سوپر مدل، سلاح، گایال: یک‌بار دیگر، رامجی مردی از لندن، حقیقت تنها پیروزی است ۲، شرکت، جانشین، به دل نگیر دوست من!! و جوانی وکیل مدافع اشاره کرد.